# S/2017 J 7
S/2017 J 7 — один из самых малых спутников Юпитера.

## Открытие
Спутник был открыт астрономом института Карнеги Скоттом Шеппардом на двух снимках, сделанных 23 марта 2017 года в обсерватории Серро-Тололо. Позже этот же спутник был найден на снимках, сделанных ещё 5 февраля 2016 года в обсерватории Мауна-Кеа. Сообщение об открытии сделано 17 июля 2018 года.
25 сентября 2018 года открытие было признано МАС и спутник получил постоянный номер Jupiter LXVIII, но так и остался безымянным.

## Орбита
Спутник совершает полный оборот вокруг Юпитера примерно за 602,8 дня. Большая полуось составляет около 20,63 миллиона километров. Направление движения по орбите противоположно вращению Юпитера вокруг своей оси. Характеристики орбиты S/2017 J 7 позволяют отнести его к группе Ананке.

## Физические характеристики
Физические характеристики точно неизвестны, но исходя из яркости, астрономы предполагают, что диаметр спутника составляет около 2 километров.